# Hans Bühler (Ingenieur)
Hans Bühler (* 6. Februar 1907 in Forbach (Lothringen); † 24. November 1987) war ein deutscher Ingenieur und Hochschullehrer.

## Leben
Bühler studierte Maschinenbau an der TH Berlin-Charlottenburg und an der TH Darmstadt. 1929 machte er sein Diplom, 1931 wurde er an der TH Braunschweig promoviert. Von 1930 bis 1935 war er wissenschaftlicher Mitarbeiter im Forschungsinstitut der Vereinigten Stahlwerke in Dortmund. Bühler trat zum 1. August 1932 der NSDAP bei (Mitgliedsnummer 1.264.406). Ab 1935 arbeitete er bis 1946 als Betriebschef der Vergüterei beim Dortmund-Hörder Hüttenverein. Im Keller der Vergüterei befand sich ab September 1943 ein Gestapo-„Straflager“ und ein Lager für Zwangsarbeiter. Zwischen Oktober 1944 und April 1945 wurden ca. 80 Häftlinge des Straflagers von der Gestapo ermordet.
Ab 1946 arbeitete Bühler weiter für die Dortmund-Hörder Hüttenunion, allerdings wurde er nun als „beratender Ingenieur“ geführt. Möglicherweise hatte er seinen alten Posten aufgrund seiner Belastung aus der NS-Zeit verloren. 1949 wurde Bühler im Entnazifizierungsverfahren jedoch als „entlastet“ eingestuft, da er sich kurz vor dem Einmarsch amerikanischer Truppen in Dortmund für fünf Gefangene aus Belgien und den Niederlanden eingesetzt hatte, die sich später für ihn verwendeten.
Von 1949 bis 1959 arbeitete Bühler dann am Institut für Metallforschung der Universität des Saarlandes, dort habilitierte er sich 1950 und wurde zum Honorarprofessor, 1952 schließlich zum ordentlichen Professor ernannt. 1956 wurde Bühler Honorarprofessor an der TH Hannover und arbeitete anschließend in den Stahlwerken Röchling-Buderus in Wetzlar sowie in der Geschäftsleitung der Gesellschaft für Kernenergieverwertung Geesthacht.
1961 ernannte die TH Hannover Bühler schließlich zum ordentlichen Professor. Er war gleichzeitig Direktor verschiedener Institute der TH. 1972 wurde er emeritiert.